# Approximation du réseau vide
En physique quantique, l'approximation du réseau vide est un modèle permettant de décrire les propriétés des électrons dans un réseau cristallin. Dans ce modèle, on considère que les atomes (ou plus précisément les ions) formant le réseau cristallin n'ont aucune influence sur le comportement des électrons, et que ceux-ci forment un gaz d'électrons libres, ne subissant aucune interaction de la part du réseau. Ce modèle aboutit à une relation parabolique entre l'énergie des électrons E, et son nombre d'onde, k, comme pour un électron se déplaçant dans le vide :
{\displaystyle E_{k}={\frac {\hbar ^{2}k^{2}}{2m}}}
De plus, du fait de la périodicité du réseau, ainsi que de celui du réseau réciproque, cette énergie est également périodique, de période G (=2π/a, a étant le paramètre du réseau), identique à celle du réseau réciproque :
{\displaystyle E_{k+G}=E_{k}}
Ceci résulte en une infinité de courbes de dispersion de forme parabolique, décalées d'un vecteur G dans le réseau réciproque :